# Grobowiec tracki w Kazanłyku
Ten artykuł został nominowany do wyróżnienia „Artykuł na Medal”.
Weź udział w dyskusji na ten temat.
Grobowiec tracki w Kazanłyku – murowany tracki grobowiec kurhanowy z okresu hellenistycznego (datowany na ok. 310–290 p.n.e.), znajdujący się w północnej części miasta Kazanłyk, w środkowej części Bułgarii. Grobowiec jest częścią ogromnej (liczącej ponad 1500 obiektów) nekropolii, leżącej w pobliżu starożytnego trackiego miasta Seuthopolis.
Grobowiec wyróżnia się doskonałym stanem zachowania barwnych fresków. Zdobią one zarówno wąski dromos, jak i komorę grobową, gdzie przedstawiona jest ceremonia pogrzebowa. Odkrycia grobowca dokonano przypadkowo w 1944 roku. Od 1979 roku znajduje się on na liście światowego dziedzictwa UNESCO. 

## Okoliczności odkrycia
Grobowiec został odkryty przypadkowo w czasie naprawiania schronu przeciwlotniczego przez wojsko 19 kwietnia 1944 roku. Odsłonięte wówczas wejście było prymitywnie wymurowaną, kamienną bramą. Kurhan nad grobowcem miał wysokość 7,2 m i średnicę 40 m. 
Kurhan był lokalnie nazywany Tjulbeto, od późniejszego, XVII-wiecznego tureckiego grobowca położonego tuż obok. Nasyp kurhanu został usunięty dla zapewnienia ochrony malowidłom grobowca. Współczesne założenie parkowe wokół grobowca również nosi nazwę Tjulbeto.

## Trakowie i pochówek tracki w IV w. p.n.e.
Na ziemiach trackich od V w. p.n.e. istniało królestwo założone przez plemię Odrysów. W IV wieku p.n.e. Tracja była areną złożonych przemian politycznych, na które wpływ miały zarówno wewnętrzne ambicje lokalnych władców, jak i zewnętrzne naciski ze strony sąsiednich potęg. Król Kotys I, władający od 384 lub 383 p.n.e., siłą umocnił władzę centralną. Jednakże, po jego śmierci w 359 roku p.n.e., królestwo zostało podzielone między trzech synów, co osłabiło jedność regionu. Wykorzystując tę sytuację, Filip II Macedoński do 340 roku p.n.e. podbił znaczną część Tracji, rozszerzając swoje wpływy na wschód.

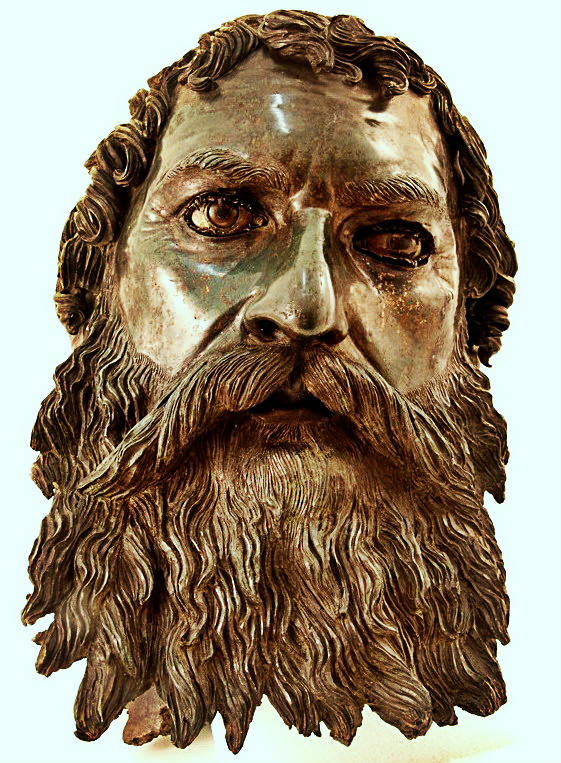
Seutes III

W obliczu macedońskiej dominacji, lokalni władcy podejmowali próby odzyskania niezależności. Seutes III, jeden z najważniejszych trackich królów, starał się odbudować siłę królestwa Odrysów i około 320 roku p.n.e. założył miasto Seuthopolis, które stało się centrum politycznym i kulturalnym jego królestwa. Mimo starań lokalnych władców, Tracja pozostawała pod silnym wpływem Macedonii, zwłaszcza po śmierci Aleksandra Wielkiego w 323 roku p.n.e., kiedy to jego generałowie, znani jako diadochowie, rywalizowali o kontrolę nad regionem. Seutes III, choć początkowo sprzeciwiał się siłą macedońskiej dominacji (323 p.n.e., 314 p.n.e.), ostatecznie w 306 p.n.e. uznał zwierzchnictwo Lizymacha, jednego z diadochów, co pozwoliło mu zachować pewną autonomię w ramach szerszego kontekstu politycznego. Nie jest znana ani dokładna data śmierci Seutesa III, ani dokładna data rozpadu jego wątłego królestwa. W roku 279 p.n.e. ziemie trackie najechała grupa 20 000 Celtów, która w początkowej fazie najazdu stosowała taktykę gwałtownych i niespodziewanych napadów. 
Rozwój rzemiosła był nierównomierny i prowadzony na mniejszą skalę niż helleński. Ziemie Odrysów były znacznie bogatsze od tych zamieszkiwanych przez Greków, a ustrój rodowo-plemienny wspierał gospodarczą siłę lokalnych arystokratów, co miało często szkodliwy wpływ na jedność królestwa. 
W tym burzliwym okresie sztuka tracka odzwierciedlała zarówno tradycyjne motywy lokalne, jak i wpływy helleńskie, związane z ustanowieniem panowania macedońskiego i z bliskością greckich kolonii na wybrzeżu Morza Czarnego. W sztuce trackiej widoczne są też wpływy perskie, które trafiły do Tracji zarówno bezpośrednio, jak i za pośrednictwem helleńskich kolonii. W odpowiedzi na lokalne gusta i zapotrzebowanie arystokracji, toreutyka i jubilerstwo czerpały zarówno z tradycji helleńskiej jak i perskiej, tworząc swego rodzaju eklektyzm.
Herodot następująco opisuje tracki obrządek pogrzebowy arystokracji: "Pogrzeby bogaczów tak się odbywają: przez trzy dni wystawia się zwłoki, zarzyna wszelakie bydlęta ofiarne i ucztuje, opłakawszy wprzód zmarłego; potem zwłoki pali się lub grzebie. Po usypaniu mogiły urządzają wszelkiego rodzaju igrzyska, w których największe nagrody wyznacza się za pojedynek, stosownie do jego znaczenia". Trakowie rytualnie niszczyli dary składane do grobu, jak i rozczłonkowywali ciało zmarłego, co miało być odzwierciedleniem mitu o rozszarpaniu Orfeusza. Grzebanym arystokratom towarzyszyły ich atrybuty, takie jak pierścienie, hełmy czy miecze, które miały im towarzyszyć w życiu pozagrobowym; często również, wraz z arystokratą grzebany był też jego koń. Arystokratki zaś były chowane wraz z ozdobami i biżuterią; u niektórych plemion istniał zwyczaj zabijania żony w ofierze nad grobem męża. Stałym elementem wyposażenia grobowców była miejscowa ceramika. Spotyka się zarówno pochówki ciałopalne, jak i szkieletowe.

## Opis grobowca

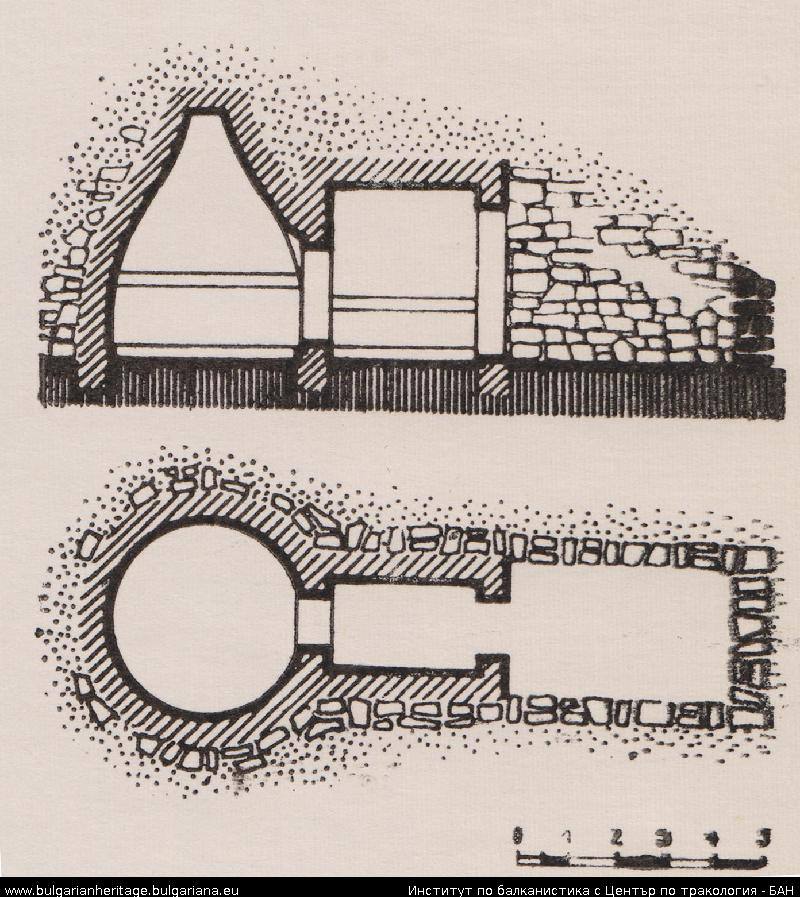
Schematyczny rzut komór grobowca

Przypuszcza się, iż grobowiec w Kazanłyku należał do władcy lub wielmoży trackiego, który został pochowany w nim wraz z żoną. Iwan Wenedikow identyfikuje parę jako należącą do rodu Seutesa III; podobnie konkludują Marazow i Foł, zaś katalog wystawy w J. Paul Getty Museum (2024) precyzuje, że może chodzić o jednego z synów Seutesa i jego żonę. Ludmiła Żiwkowa stwierdza, że architektura i obyczaj grzebalny wiążą grobowiec z kulturą okolic Seuthopolis i to tam właśnie można znaleźć zbliżone architektonicznie grobowce kopułowe. 
Grobowiec składa się z trzech pomieszczeń:
- Główna komora grobowa ma kształt okrągły i średnicę 2,65 m u podnóża (40 cm u szczytu[27]; tolos). Zbudowana jest z cegieł i przykryta kopułą na wysokości 3,25 m[4].
- Do komory prowadzi ciasny korytarz (dromos) o długości 1,96 m i szerokości 1,12 m[28], otwarty prostokątnym otworem drzwiowym, uformowanym z ciosanych bloków kamiennych[4].
- Całość jest poprzedzona prostokątnym przedsionkiem (dł. 2,6 m, szer. 1,84 m). Przedsionek przyjął formę dwóch równoległych murów; nie zachowało się ani zadaszenie przedsionka (oryginalnie prawdopodobnie drewniane), ani jego zewnętrzna przegroda[28].

Grobowiec wykonano z cegieł o grubości 8-9 cm, ułożonych w poziomych rzędach i łączonych zaprawą wapienną, grubą na 1–2 cm. Położony jest na osi północ-południe, z wejściem od strony południowej. 
Zmarli, kobieta i mężczyzna, zostali pochowani bez kremacji; nie jest możliwe ustalenie, czy do pochówku doszło w tym samym czasie. Oprócz szczątków ludzkich, w grobowcu znaleziono też szczątki konia. 

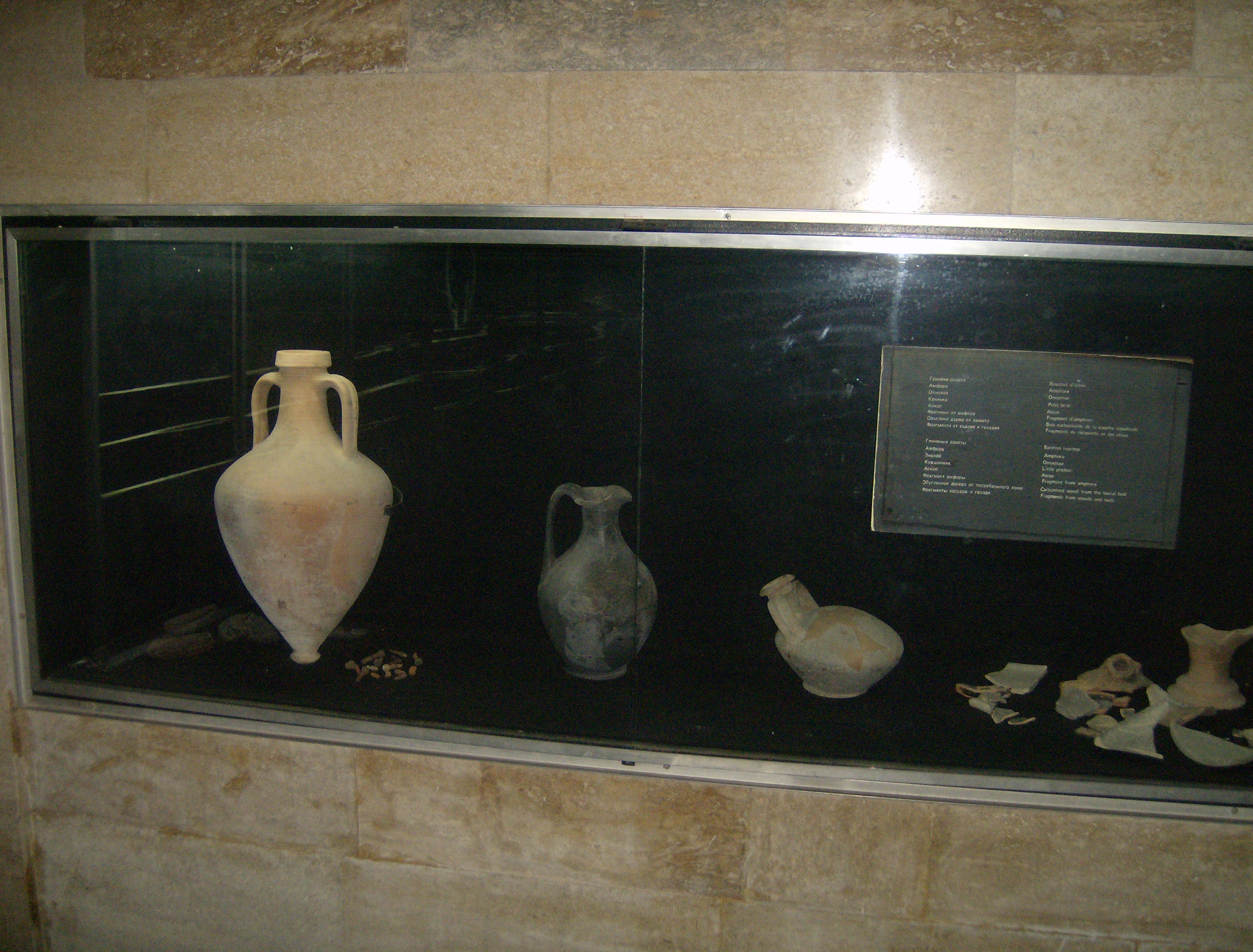
Część znalezionych przedmiotów; widoczna lokalna ceramika

W grobowcu odkryto jedynie pewną liczbę niewielkich przedmiotów, porozrzucanych na podłodze. Były to drobne ozdoby (guziczki, taśmy, pierścień), fragmenty lokalnej ceramiki i elementy wyposażenia bojowego (nóż, ostrze włóczni, uzda). Znalezione przedmioty świadczą, że obiekt został ograbiony już w starożytności. 
Największą wartość przedstawiają malowidła ścienne, pokrywające około 40 m2. We freskach pomieszczenia kopułowego przeważa kolor czerwony, zaś podstawowe kolory w dolnych partiach to czerwony, biały i czarny. 
Zarówno w grobowcu w Kazanłyku, jak i w wielkiej komnacie w Seuthopolis wykorzystano inkrustację polichromiczną i wykładzinę marmurową, co stanowi dowód na tożsamość czasową obu budowli.  
Malowidła reprezentują wysoki poziom artystyczny i wykazują mieszany styl tracko-grecki. Tracka forma grobowca i trackie upodobania artystyczne łączą się z dekoracją i tematyką charakterystyczną dla sztuki greckiej. A. Wasiliew przyjmuje, że malowidła stworzył jeden mistrz, który przyswoił sztukę grecką, a jednocześnie mieszkał i pracował wśród Traków.

### Komora grobowa

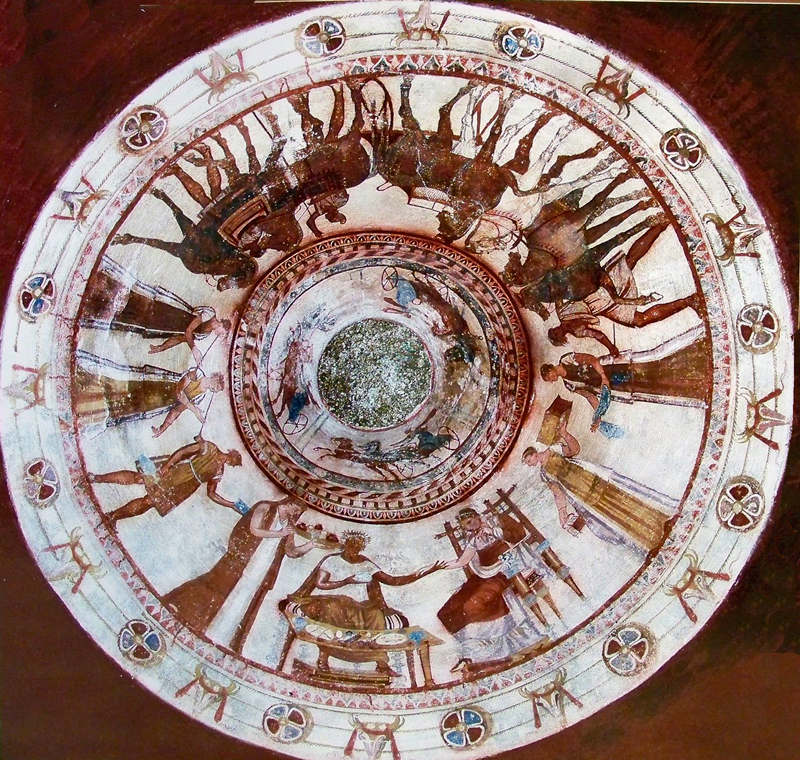
Fryzy w komorze grobowej

Podłogę w komorze grobowej pomalowano na kolor czerwieni pompejańskiej. Fryzy w komorze grobowej przedstawiają kompozycję wielofigurową i składają się z dwóch pasów ornamentów, poprzedzonych naprzemiennie pojawiającym się dekoracyjnym motywem bukranionów i czterolistnych koniczyn, bezpośrednio nad którymi znajduje się kimation lesbijski. 
Pierwszy, dolny pas w komorze grobowej przedstawia uroczystą ucztę żałobną, w której uczestniczy małżeństwo. Przypuszczalnie chodzi o uroczyste pożegnanie przez żonę zmarłego męża. Postacie żony i męża są większe od innych; siedząca żona ma 52 cm wysokości, a stojąca służąca 54 cm.

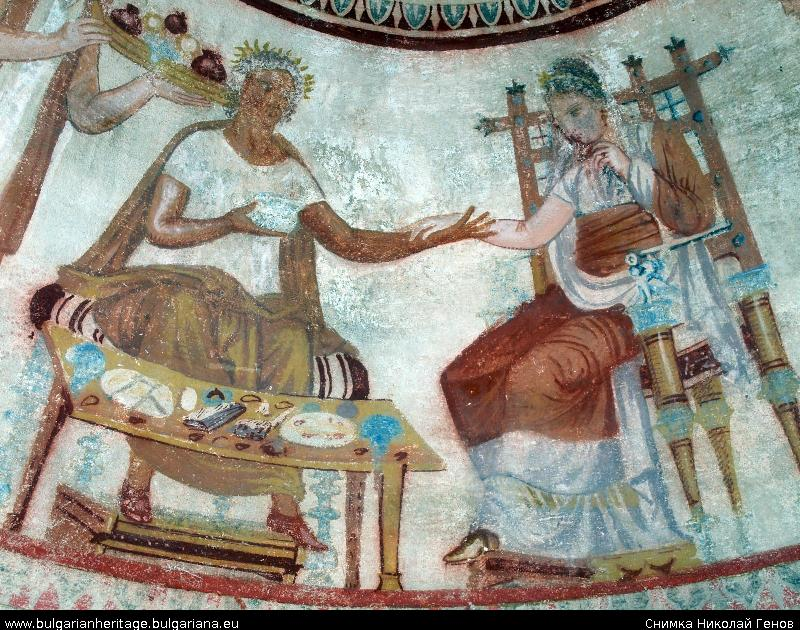
Pożegnanie męża i żony

Dostojnik siedzi na ozdobnym krześle z poduszką (lekki taboret – difros), ubrany w biały chiton, czerwony płaszcz i złoty wieniec. Przed nim znajduje się trójnogi stolik zastawiony potrawami i owocami. Jego dłoń delikatnie trzyma rękę żony, co symbolizuje ich smutne rozstanie. Żona, ubrana w zdobiony chiton i welon, siedzi na eleganckim krześle (tronie), jej wyraz twarzy jest pełen zadumy. Taki sposób ucztowania – na siedząco, z mężczyzną na lekkim taborecie, a kobietą na tronie, jest charakterystyczny dla obyczaju trackiego. Oboje mają na nogach obuwie. 
Małżeńskiej parze towarzyszy procesja pogrzebowa, składająca się z dwóch grup. Po stronie dostojnika idzie szlachetnie ubrana kobieta, niosąca tacę z owocami – granatami, jabłkami i winogronami. Granaty, które podaje parze, są symbolem wierności małżeńskiej. Za kobietą idzie niewolnik z winem oraz dwie podobnie ubrane muzykantki, grające na długich trąbach. Procesję po stronie arystokraty kończą konie z ozdobnymi siodłami, które prowadzi stajenny. Za nimi zaś stoi strażnik. Po stronie żony idą służące, niosące szkatułkę, biżuterię i welon. Służące wyrażają smutek i szacunek. Kobiety są ubrane jednakowo, w przepasane chitony z krótkim rękawem i mają na sobie obuwie. 

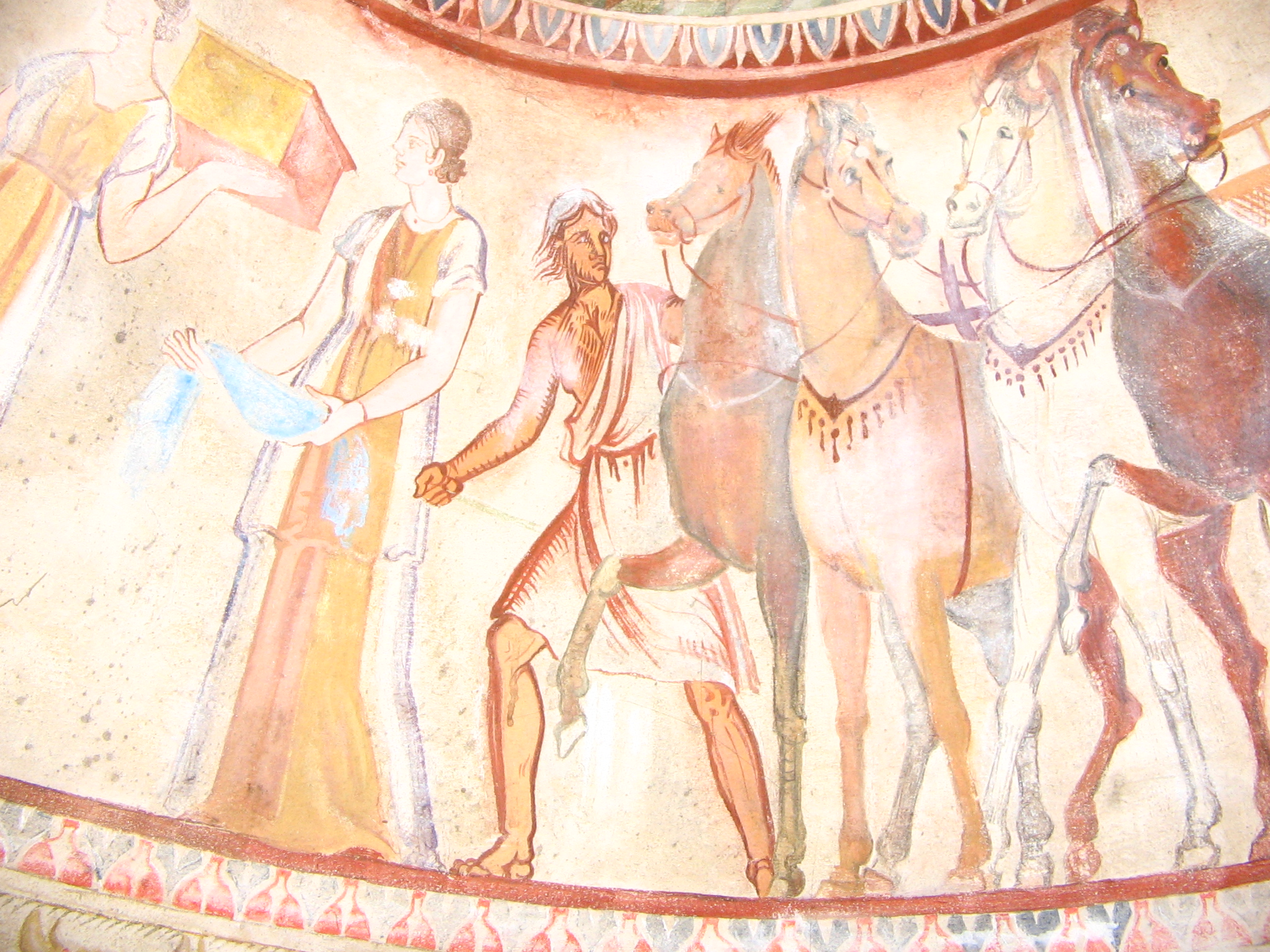
Młody woźnica i kwadryga

W osobnej scenie, naprzeciw sceny głównej, młody woźnica uspokaja konie zaprzężone do rydwanu (kwadryga). Woźnica ma na sobie krótki biały chiton, zaś w ręce w gotowości trzyma bat. Jego dynamiczna postać oraz pięknie przedstawione konie, ukazane z wielką precyzją i emocjami, kontrastują z resztą procesji. Scena ta zamyka pierwszy fryz, podkreślając młodość, siłę i życie, które przeciwstawiają się żałobnej atmosferze.
Marazow i Foł proponują alternatywną interpretację sceny przedstawionej w pierwszym pasie, wedle której centralna scena ma charakter hierogamiczny, podobnie jak pokrewne, lecz bardziej bezpośrednie przedstawienie na jednej z aplik skarbu letnickiego. Wedle tej interpretacji gest, który wykonują dłońmi centralne postacie, to przyciąganie już ubóstwionego arystokraty i bogini, w obecności bogini-matki (kobieta stojąca po prawej stronie mężczyzny, relatywnie większa niż inne przedstawione postaci – zob. galeria). 
Pierwszy i drugi pas fryzów rozdzielają cztery paski ornamentalne. 
Na drugim, górnym pasie znajduje się scena z wyścigów rydwanów typu biga. Trzy rydwany zaprzęgnięte są w parę koni każdy. Malowidła mają charakter uproszczony i sprawiają wrażenie szybkiego pędu w zamkniętym kręgu. Dynamika wyścigu rydwanów kontrastuje z majestatycznym przedstawieniem uczty i pożegnania na pierwszym pasie. Scena przedstawiająca rydwany łączy się z zakończeniem ceremonii pogrzebowych, gdyż to właśnie rydwany były ostatnimi przedmiotami umieszczanymi w przedsionku grobowca. 
W samym środku kopuły znajdowała się czterolistna koniczyna, która uległa zniszczeniu.

### Dromos
Podłogę w korytarzu (dromosie), podobnie jak w komorze grobowej, pomalowano na kolor czerwieni pompejańskiej. Ściany zdobiły malowane cokoły i gzymsy oraz pasy fryzów z motywami roślinnymi. Nad nimi umieszczono ornament z pereł i joński kimation. 
Malowidła figuralne, biegnące u szczytu dromosu, zostały wykonane na podkładzie roztworu wapiennego i pyłu marmurowego. Przedstawiają wizerunki pieszych i konnych wojowników. Są ułożone w dwa fryzy, długie na 2 metry i wysokie na 30 cm. Fryzy ukazują wojskowe osiągnięcia zmarłego: scenę bitewną i negocjacje pokojowe. Artysta przedstawił łącznie 21 sylwetek. 
Kompozycja ma uproszczoną gamę kolorystyczną, a postaci są pozbawione cech indywidualnych. Ciasny przedsionek wymusił na artyście stosowanie uproszczeń układu. Malowidła dromosu nie są podporządkowane malarskiej tradycji hellenistycznej, na przykład brak jest wizerunków poległych.
Żiwkowa i Wenedikow sugerują, że jednym z jeźdźców przedstawionych na fryzie zachodnim jest sam Seutes III.

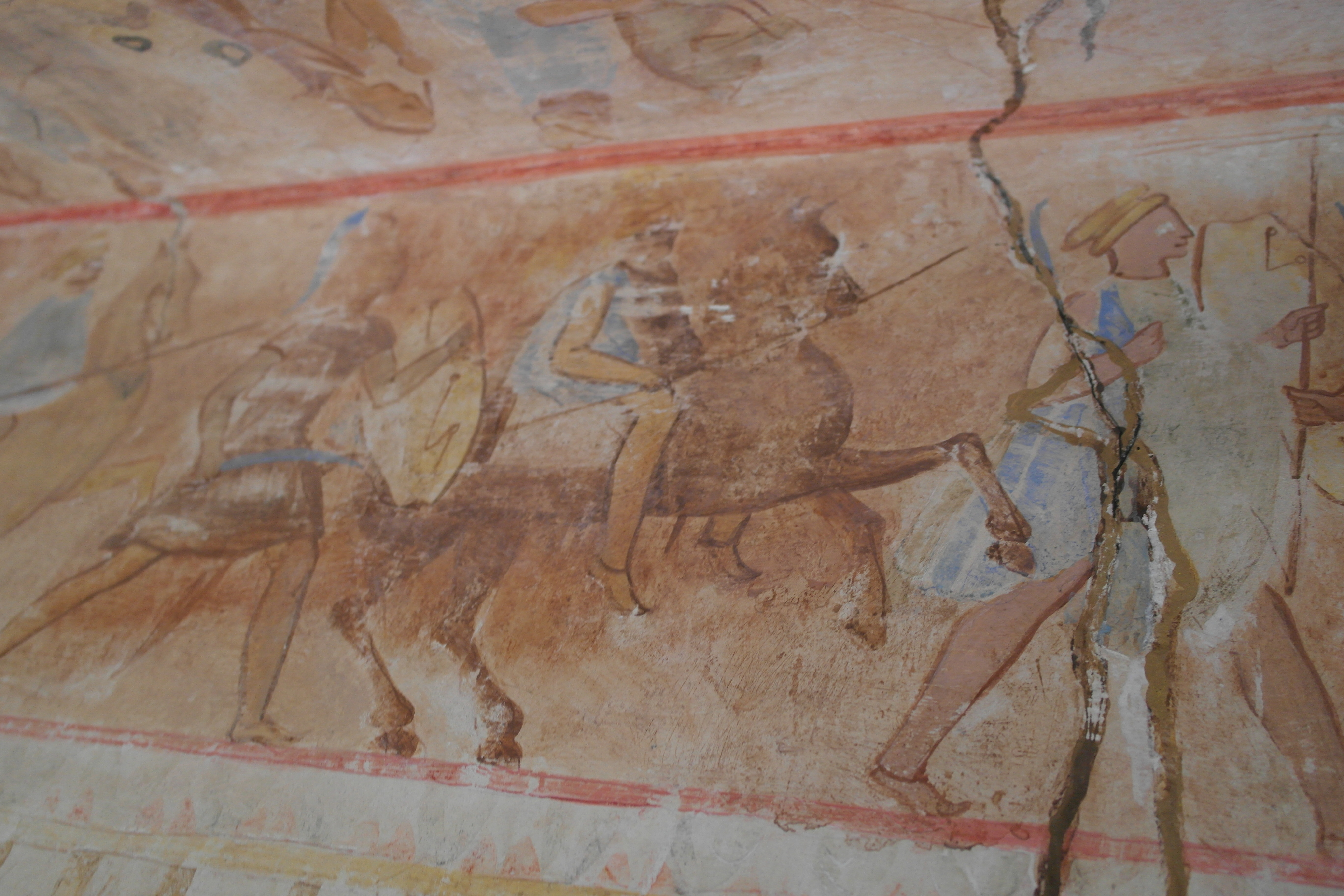
Fragment sceny batalistycznej; u piechura widoczny zakrzywiony nóż (machaira), jeździec ma na sobie hełm tracki
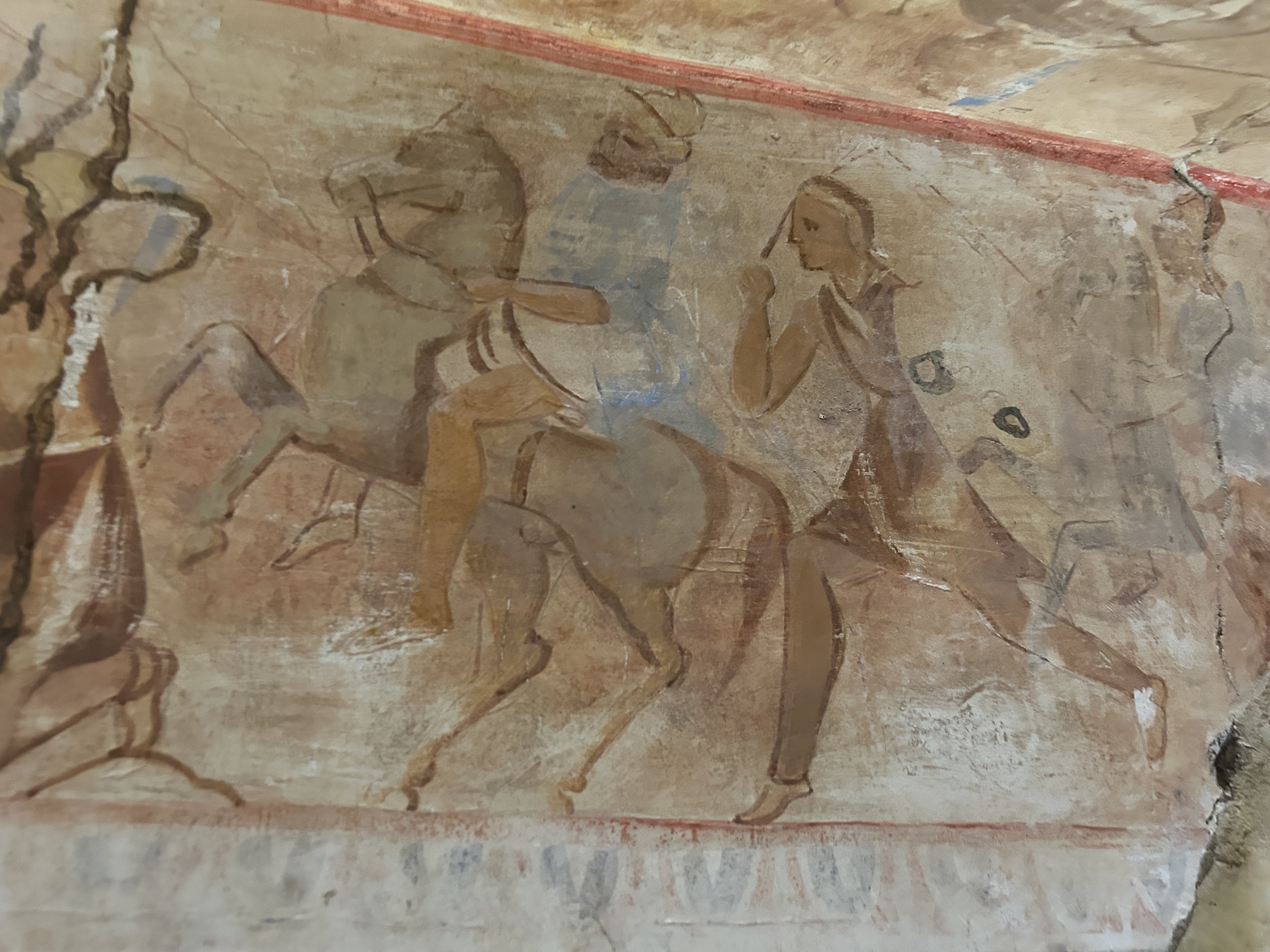
Fryz przedstawiający Seutesa III (konno, z brodą)

## Ekspozycja i ochrona

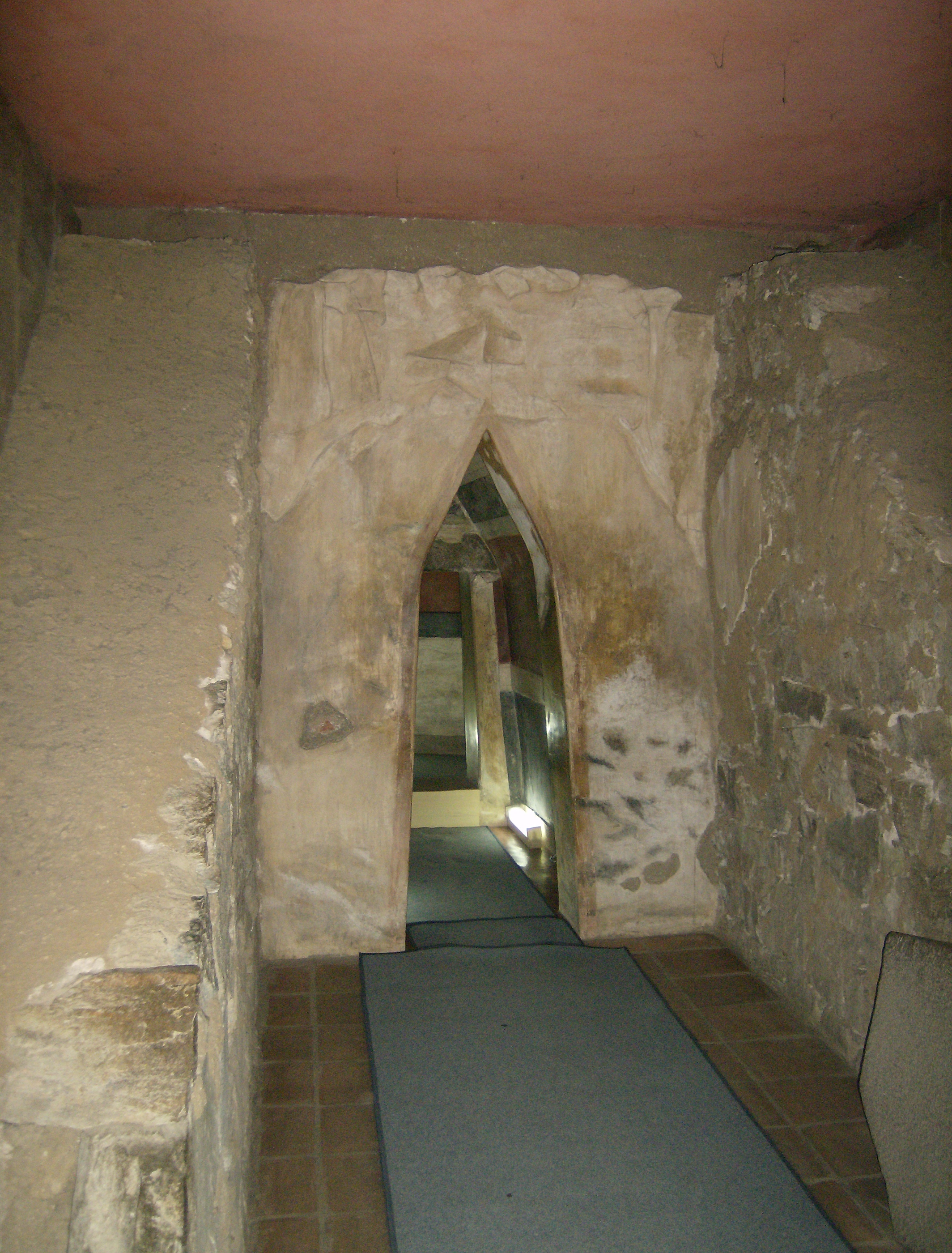
Wejście do dromos (replika)

Aby zachować delikatne malowidła, grobowiec nie jest udostępniony publicznie. Po jego odkryciu usunięto masyw nagrobny (kurhan); drzewa na nim rosnące uszkodziły część murów, zaś do środka dostawał się gliniasty muł. Wokół oryginalnego grobowca, w 1960 roku powstała współczesna konstrukcja architektoniczna (zob. galeria).
Zdaniem Conczewej, konstrukcja ta jest „chybiona i pozbawiona stylu”, a także „fałszuje wyobrażenie o jego prawdziwym, pierwotnym wyglądzie zewnętrznym”. 
W pobliżu oryginalnego grobowca zbudowano pełnowymiarową, dokładną replikę, która jest dostępna dla zwiedzających. 
Pierwsze działania konserwatorskie przy grobowcu rozpoczęto w 1945 roku. Komisja Zabytków podjęła wówczas decyzję o zbadaniu kurhanu oraz o budowie zabezpieczającej konstrukcji. Jeszcze w tym samym roku przeprowadzono pierwsze czyszczenie malowideł przez Karla Jordanowa z Muzeum Archeologicznego w Sofii. Projekt pierwszej ochronnej budowli przygotował architekt Dragomir Dżidrow, a w 1946 roku, pod kierunkiem Wasyla Mikowa, usunięto nasyp kurhanu i wzniesiono tymczasową osłonę z kamienia, drewna i metalowej kopuły.
W 1954 roku Dżidrow przedstawił raport dotyczący stanu polichromii, wskazując na znaczące zniszczenia. W 1958 roku zespół pod kierunkiem architekt Dafiny Wasiliewej przygotował projekt rozbudowy pawilonu ochronnego, który został zatwierdzony w 1959 roku i zrealizowany w roku następnym (1960). Nowa konstrukcja miała zmniejszyć przestrzeń powietrzną wokół grobowca oraz umożliwić zastosowanie systemu klimatyzacyjnego.
W 1961 roku grób odwiedził prof. Harold Plenderleith, ówczesny prezydent Międzynarodowego Centrum Ochrony Dziedzictwa Kulturowego przy UNESCO. Zasugerował on korektę warunków temperaturowo-wilgotnościowych, a następnie zainstalowano stały system klimatyzacji.
Rok 1962 przyniósł międzynarodową konferencję specjalistów w Kazanłyku, w której uczestniczyli konserwatorzy, historycy sztuki, inżynierowie i chemicy. Spotkanie to stało się podstawą do powołania międzynarodowego konsylium UNESCO, które zebrało się w 1966 roku. Jego przewodniczącym był Plenderleith, a wśród uczestników znazł się m.in. Bohdan Marconi. Eksperci ci rekomendowali m.in. zastosowanie systemu peryskopowego umożliwiającego obserwację malowideł bez wchodzenia do komory grobowej.
W latach 1973–1974 powstała wierna rekonstrukcja grobowca, zaprojektowana przez architekta Mladena Panczewa. Malowidła odtworzył zespół artystów pod kierunkiem Lubena Praszkowa, Złatki Kożuharowej i Slawiego Wojkowa.
W latach 1980–1993 systematyczne kontrole stanu malowideł prowadził architekt Petyr Popow z Krajowego Instytutu Zabytków. Kolejne prace konserwatorskie przeprowadzono w 2013 roku, kiedy to Narodowy Instytut Dziedzictwa Kulturowego dokonał analizy stanu obiektu oraz istniejącej infrastruktury ochronnej. Zgodnie z zaleceniami wymieniono wówczas instalację klimatyzacyjną, aby zapewnić stabilne warunki konserwacji.
W 1979 roku grobowiec został wpisany na listę światowego dziedzictwa UNESCO. Grobowiec znajduje się także na liście 100 obiektów turystycznych Bułgarii (nr 91).

## Galeria

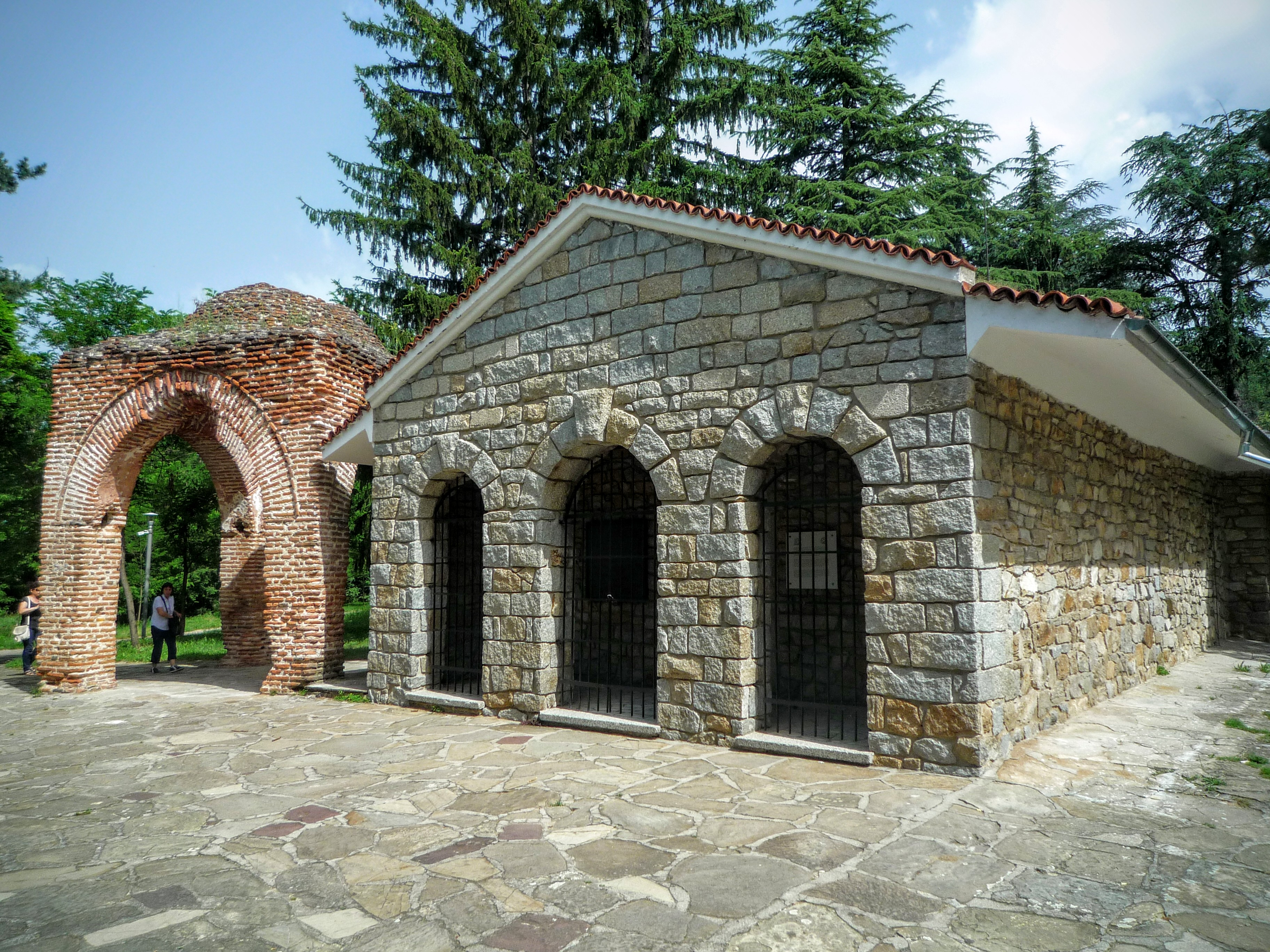
Oryginalny grobowiec jest przykryty współczesną konstrukcją (pierwszy plan, kamienna fasada)
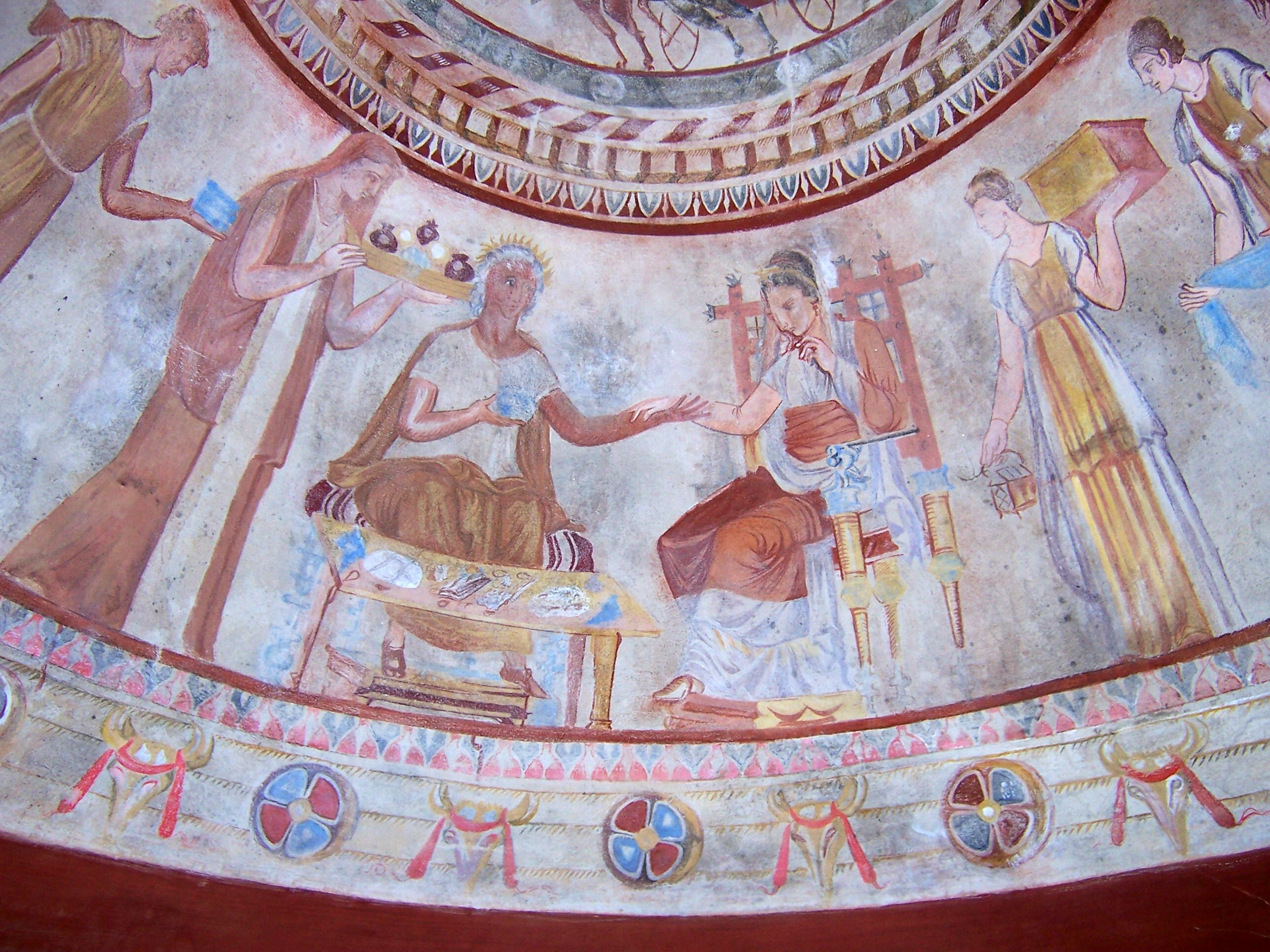
Malowidła ścienne w komorze grobowca: fryz pierwszy...
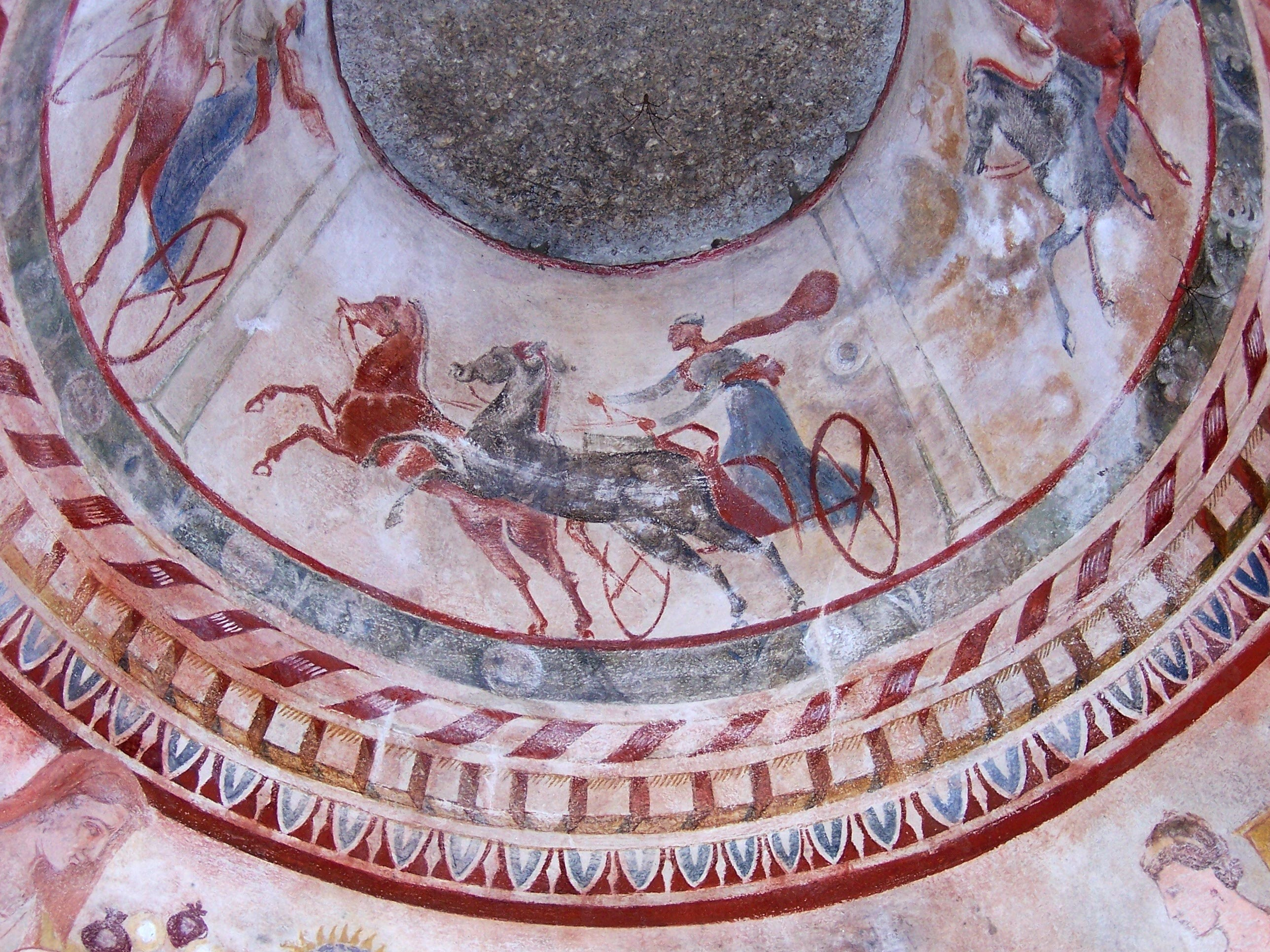
... i drugi